# Jean-Marc Bourret
Pour les articles homonymes, voir Bourret.
Pas d'image ? Cliquez ici

a Compétitions nationales et continentales officielles uniquement.

b Matchs officiels uniquement.
Jean-Marc Bourret, né le 19 mai 1957 à Perpignan, est un joueur de rugby à XIII et de rugby à XV dans les années 1970 et 1980.
Il commence sa carrière au sein du club de Perpignan le XIII Catalan avec lequel il remporte le Championnat de France en 1979 ainsi que la Coupe de France en 1976, 1978 et 1980. Fort de ses performances en club, il est sélectionné à de nombreuses reprises en équipe de France entre 1977 et 1980 disputant la Coupe du monde 1977 et remportant la Coupe d'Europe des nations en 1977.
En 1980, il est à l'origine d'une crise et d'un nouveau protocole entre les deux Fédérations de rugby françaises puisqu'il décide de quitter en cours de saison Pia pour rejoindre le club quinziste de l'USA Perpignan. Après une suspension de huit mois en raison de son passé professionnel en rugby à XIII, il joue au club perpignanais jusqu'en 1990 où son placement au poste d'arrière par l'entraîneur Paul Foussat en 1983 a été une réussite sans toutefois disputer de finale de Championnat malgré une demi-finale en 1982 perdue 4-15 contre Agen.

## Biographie

### Débuts au rugby à XIII et star montante en équipe de France
Son beau-père Irénée Carrère a porté le maillot de l'équipe de France de rugby à XIII. Son fils Matthieu Bourret et sa fille Marie Bourret sont joueurs de rugby à XV.
Il touche ses premiers ballons de rugby avec ses amis dans les rues de Bompas. Scolarisé à Diaz au Moyen-Vernet de Perpignan à proximité du stade Aimé-Giral, c'est naturellement qu'il intègre ce club de rugby à XV de  l'USA Perpignan aux côtés de son cousin Michel Naudo, mais tous deux quittent rapidement le rugby à XV pour rejoindre le club de rugby à XIII du XIII Catalan.
Il fait ses débuts en première division lors de la saison 1976 au sein d'un club qui joue les premiers rôles et où se côtoient de nombreux internationaux Alain Touchagues, Ivan Grésèque, Bernard Guasch, Jean-Jacques Cologni, Jean-Pierre Sauret, Henri Daniel, Guy Delaunay, Francis Laforgue, Guy Laforgue ou encore Pierre Zamora sous la coupe de Francis Mas.

### Arrivée à Pia puis polémique sur son départ au rugby à XV à l'USAP
Après cinq années de succès au XIII Catalan, Bourret a des envies d'ailleurs à la suite de désaccords avec Joseph Guasch et rejoint avec ses cousins Michel et Jean-Jacques Naudo le club de Pia à l'été 1980. Après des rencontres prometteuses avec Pia, leader du Championnat, il dispute des rencontres internationales en fin d'année 1980 contre la Nouvelle-Zélande où il décide en cours de saison de changer de code brutalement pour signer pour le club de rugby à XV l'USA Perpignan. Bourret n'a pas de garantie sur sa participation de la tournée de l'équipe de France prévue en 1981 avec des rencontres contre l'Australie et la Nouvelle-Zélande. En effet, le directeur national Louis Bonnery ne lui assure pas sa participation. Partant de ce constat, Bourret annonce signer pour l'USA Perpignan et quitte le rugby à XIII. Ce départ provoque une nouvelle crise entre les deux Fédérations de rugby. En effet, un protocole signé par ces derniers en 1972 pose le principe suivant : Un joueur majeur (de 18 ans) opérant en première ou deuxième division est intouchable pour l'une et l'autre fédération. Le président de la fédération de rugby à XV, Albert Ferrasse, déclare, au sujet de Bourret, que ce dernier « a déjà joué à l'USA Perpignan quand il était minime et cadet. Il s'agit donc d'un simple retour au club d'origine, rien ne nous indique de ce qu'il a fait depuis. Peut être du football ». Bourret quitte alors avec effet immédiat Pia et dispute dès décembre 1980 ses premières rencontres avec l'USA Perpignan. Le président de la fédération de rugby à XIII, René Mauriès, est partisan d'un dialogue avec son homologue quinziste et de revoir le protocole de 1972 alors que les présidents des clubs catalans désirent un débat public pour expliquer l'attitude de la fédération de rugby à XV constatant que Bourret avait déjà signé à l'USA Perpignan dès l'été 1980. Ferrasse, quant à lui, considère que le protocole n'a plus lieu d'être et que chacun est libre de faire ce que bon lui semble, notamment par la fait que l'USA Perpignan, selon les médias, a versé un montant de 200 000 nouveaux francs,. Toutefois, le Ministère des sports convoquent les deux présidents pour s'expliquer et donne la possibilité de la mise en place d'un nouveau protocole comme le désire Ferrasse. Pendant ce temps en Angleterre, l'International Board est plus réticente à accepter ce transfert et le fait savoir à Ferrasse qui décide alors de suspendre Bourret pour la saison entière. Ferrasse conteste par ailleurs les documents émanant de la fédération de rugby à XIII, notamment au sujet des sommes perçues par Bourret mais après une expertise confirmant la véracité des documents, un nouveau protocole est signé en mars 1981 entre les deux fédérations et l'autorisation pour Bourret de renouer au rugby est effective fin août 1981.

## Palmarès

### Rugby à XIII
- Collectif : 
  - Vainqueur de la Coupe d'Europe des nations : 1977 (France).
  - Vainqueur du Championnat de France : 1979 (XIII Catalan).
  - Vainqueur de la Coupe de France : 1976, 1978 et 1980[6] (XIII Catalan).
  - Finaliste du Championnat de France : 1978 (XIII Catalan).
  - Finaliste de la Coupe de France : 1977 (XIII Catalan).

#### Détails en sélection
| 1.  | 20 février 1977  | Pays de Galles            | 13-2  | Coupe d'Europe | Centre           | -  | - | - | - |
| 2.  | 20 mars 1977     | Angleterre                | 28-15 | Coupe d'Europe | Centre           | 16 | 2 | 5 | - |
| 3.  | 29 mai 1977      | Papouasie-Nouvelle-Guinée | 6-37  | Test-match     | Demi d'ouverture | 3  | 1 | - | - |
| 4.  | 11 juin 1977     | Australie                 | 9-21  | Coupe du monde | Centre           | -  | - | - | - |
| 5.  | 15 janvier 1978  | Pays de Galles            | 7-29  | Coupe d'Europe | Centre           | 7  | 1 | 2 | - |
| 6.  | 10 décembre 1978 | Australie                 | 11-10 | Test-match     | Remplaçant       | 1  | - | - | 1 |
| 7.  | 4 février 1979   | Pays de Galles            | 15-8  | Coupe d'Europe | Centre           | 4  | 1 | - | 1 |
| 8.  | 14 octobre 1979  | Papouasie-Nouvelle-Guinée | 16-9  | Test-match     | Centre           | 3  | 1 | - | - |
| 9.  | 28 octobre 1979  | Papouasie-Nouvelle-Guinée | 15-2  | Test-match     | Centre           | 15 | 3 | 3 | - |
| 10. | 16 mars 1980     | Angleterre                | 2-4   | Coupe d'Europe | Centre           | 2  | - | 1 | - |
| 11. | 23 novembre 1980 | Nouvelle-Zélande          | 6-5   | Test-match     | Centre           | 6  | 2 | - | - |
| 12. | 7 décembre 1980  | Nouvelle-Zélande          | 3-11  | Test-match     | Centre           | 3  | 1 | - | - |

#### En club
| Saison    | Saison       | Championnat           | Championnat | Championnat | Championnat | Championnat | Championnat | Championnat |
| Saison    | Saison       | Compétition           | M           | Pts         | Ess.        | Buts        | Dp.         |             |
| --------- | ------------ | --------------------- | ----------- | ----------- | ----------- | ----------- | ----------- | ----------- |
| 1975-1976 | XIII Catalan | Championnat de France | ?           | -           | -           | -           | -           |             |
| 1976-1977 | XIII Catalan | Championnat de France | ?           | -           | -           | -           | -           |             |
| 1977-1978 | XIII Catalan | Championnat de France | ?           | -           | -           | -           | -           |             |
| 1978-1979 | XIII Catalan | Championnat de France | ?           | -           | -           | -           | -           |             |
| 1979-1980 | XIII Catalan | Championnat de France | ?           | -           | -           | -           | -           |             |
| 1980-1981 | Pia          | Championnat de France | ?           | -           | -           | -           | -           |             |

### Rugby à XV

#### En club
| Saison    | Saison        | Championnat           | Championnat | Championnat | Championnat | Championnat | Championnat | Championnat |
| Saison    | Saison        | Compétition           | M           | Pts         | Ess.        | Pén.        | Tr.         | Dp.         |
| --------- | ------------- | --------------------- | ----------- | ----------- | ----------- | ----------- | ----------- | ----------- |
| 1980-1981 | USA Perpignan | Championnat de France | ?           | -           | -           | -           | -           | -           |
| 1981-1982 | USA Perpignan | Championnat de France | ?           | -           | -           | -           | -           | -           |
| 1982-1983 | USA Perpignan | Championnat de France | ?           | -           | -           | -           | -           | -           |
| 1983-1984 | USA Perpignan | Championnat de France | ?           | -           | -           | -           | -           | -           |
| 1984-1985 | USA Perpignan | Championnat de France | ?           | -           | -           | -           | -           | -           |
| 1985-1986 | USA Perpignan | Championnat de France | ?           | -           | -           | -           | -           | -           |
| 1986-1987 | USA Perpignan | Championnat de France | ?           | -           | -           | -           | -           | -           |
| 1987-1988 | USA Perpignan | Championnat de France | ?           | -           | -           | -           | -           | -           |
| 1988-1989 | USA Perpignan | Championnat de France | ?           | -           | -           | -           | -           | -           |
| 1989-1990 | USA Perpignan | Championnat de France | ?           | -           | -           | -           | -           | -           |